# 芦北町立佐敷中学校
芦北町立佐敷中学校（あしきたちょうりつさしきちゅうがっこう）は、熊本県葦北郡芦北町大字花岡にある公立中学校。

## 沿革
- 1947年 - 佐敷町立佐敷中学校創立。
- 1955年 - 葦北町立佐敷中学校と改称。
- 1970年 - 芦北町立佐敷中学校と改称。
- 2004年 - 芦北町立吉尾中学校を統合。
- 2014年 - 芦北町立大野中学校を統合。